# Galeria Obok ZPAF
Galeria Obok ZPAF – galeria fotografii przy Okręgu Warszawskim ZPAF. Kuratorem galerii jest Anna Wolska.

## Godziny otwarcia
Galeria zaprasza zwiedzających:
- w ciągu tygodnia 12 – 17,
- w środy 13 – 18,
- w poniedziałki galeria jest nieczynna.

## Konkurs na wystawę
Wybór artystów i ich projektów do ekspozycji w Galerii Obok ZPAF odbywa się poprzez otwarty,
ogólnopolski konkurs, rozstrzygany raz w roku.

## Wybrane wystawy

### Rok 2013
- Damian Chrobak – Hunters
- Tomasz Tomaszewski – Teraz – in progress
- Artur Piecyk – (nie)możliwe
- Bogusław Kott – Fotografie
- Waldemar Zdrojewski – Dzień po – Kijów
- Tomasz Dobiszewski – Fotografie

### Rok 2012
- Gwidon Cal – Droga
- Krzysztof Opaliński – Kożuch jeden
- Agnieszka Prusak – Wakacje w mieście
- Marek Noniewicz – Zarys biologii fantastycznej
- Mirosława Gmaj – Obrońcy starej wiary
- Marek Żmudzki – Na obrzeżach
- Bartosz Sobanek – Kushti
- Alicja Pietras – Autoportret Pamięciowy
- Barbara Dubus – Pachnące Jarzębiną
- Mateusz Sarełło – Żywioł
- Magda Wdowicz-Wierzbowska – Tata

### Rok 2011
- Kasia Stanny – Monidła i inne takie
- Anna E. Przybysz – Czasoprzestrzenie
- Anna Borys – Chwile
- Tomasz Lazar – Linia brzegowa
- Grzegorz Wełnicki – Angel Dream’s
- Justyna Gentile Łada – Purgatorium
- Paulina Rosińska – czerwono czarne białe
- Piotr Słowiński – Niepewność
- Joanna Chudy – Śląski Ulisses
- Patrycja Dołowy – Baśń. The Hard Boiled Wonderland
- Wojciech Walkiewicz – Powidoki

### Rok 2010
- Tim Bosko
- Paweł Młodkowski – Estetyka destrukcji
- Gonia Zduńczyk – They call it a Slum, we call it a Home
- Alina Budzyńska – Do-Chodzenia
- Michał Sita – Kurdystan
- Marcin Grabowiecki – Polska Bukowina
- Julia Sheveloff – Sąd Ostateczny
- Patryk Karbowski – Graniczna 4
- Wojtek Sienkiewicz – Autobiografia
- Rajmund Rajchel – Wewnątrz – na zewnątrz
- Andrzej Andrychowski – Foto obrazy
- Norbert Roztocki – Kontrasty

### Rok 2009
- Prot Jarnuszkiewicz – Nieobecność
- Anna Bystrowska – Sąsiedzi
- Weronika Gęsicka – Bajkolandia
- Paweł Jaszczuk – Salaryman
- Darek Cichocki – Autoportret abstrakcyjny
- Jagna Olejnikowska – Poczekalnia
- Agnieszka Rodowicz – Nowi Święci
- Janusz Musiał – Medialne planety
- Kuba Rubaj – Samotność wśród ludzi
- Agnieszka Galas – Hipertabu
- Dorota Sitnik – Granice tożsamości
- Grzegorz Gorczyński – Szlachetna inicjatywa

### Rok 2008
- Tomek Zerek – Zaspa Zerka
- Ewa Brzozowska – Odbicia i fragmenty
- Maciej Nabrdalik – Gleason‘s Gym
- Marek Kurzok – Dolina Kreatywna
- Anna Wawrzkowicz – Sea Landscape
- Mikołaj Kalina – Samotność
- Paweł Bajew – Świat według Bajewa
- Krzysztof Witaszek – Rzemieślnicy
- Anna Bodnar – Raj prawdziwy – to raj utracony
- Michał Bojara – Dolls
- Kamila Sawińska – (...)
- Aneta Klemke – Gdybyś nie istniał musiałabym ciebie wymyślić

### Rok 2007
- Maciej Pisuk – Zdjęcia z Polski
- Katarzyna Marczyńska i Tomasz Kaczorek – Chasydzi
- Marcin Łobaczewski – Urodziny
- Michał Węgrzyn – Poza czasem II
- Zbyszek Carewicz – Czekając na lato
- Agnieszka Grynkiewicz – Rok w komórce
- Anna Małyszek – Znaki, ikony, tożsamość
- Edyta Wypierowska – Ulotność zdarzeń
- Adam Tuchliński – Ludzie, których spotkałem
- Piotr Filutowski – Mały Książę
- Staszek Heyda – Blisko
- Marek Domański – Psychopompos
- Marcin Giba – Pod powiekami

### Rok 2006
- Agata Kubień – Pary
- Stanisław Kusiak – Znaki zapytania
- Szymon Szcześniak – Egypt
- Jan Brykczyński – Liceum
- Grzegorz Gorczyński – Koniec epoki
- Jerzy Łapiński JR & Krzysztof Panek – Wyjmteklisze
- Adam Smoczyński – Niebo nad Berlinem
- Katarzyna Widmańska – Anatomia melancholii
- Ewa Seniczak Ścibior – Szepty
- Karol Radziszewski – Lubiewo
- Viola Kuś – Sztandary ku niebu
- Konrad Kucharski – Clock
- Dominik Janiszewski – Niedźwiedzi Róg
- Agnieszka Rasińska – Zawsze jest tylko teraz